# Daniel Deusser
Daniel Deusser (13 de agosto de 1981) é um ginete de elite alemão, especialista em saltos, medalhista olímpico por equipes na Rio 2016.

## Carreira
Daniel Deusser por equipes conquistou a medalha de bronze montando First Class, ao lado de Christian Ahlmann Meredith Michaels-Beerbaum e Ludger Beerbaum.